# Stylidium bulbiferum
Stylidium bulbiferum este o specie de plante dicotiledonate din genul Stylidium, familia Stylidiaceae, ordinul Asterales, descrisă de George Bentham. Conține o singură subspecie: S. b. macrorhizum.